# Víctor Rojas
Víctor Francisco Rojas Escobar (Santiago, 1 de octubre de 1941) es un actor chileno de larga trayectoria en teatro y televisión.
Estudió teatro en la Facultad de Artes de la Universidad de Chile, donde tuvo destacados maestros, entre ellos Agustín Siré, Jorge Lillo, Pedro Ortus y el cantautor Víctor Jara, donde formó por muchos años parte del elenco estable del DETUCH, junto a nombres como Alejandro Sieveking y Bélgica Castro entre otros.
Durante la época de la dictadura militar se vio obligado a exiliarse con su familia, principalmente por su cercanía con el Partido Comunista, estableciéndose por varios años en Costa Rica, país donde pudo seguir desarrollando su talento en diversos grupos teatrales. 
Regresa a Chile en 1984, y poco después empieza a formar parte de destacadas teleseries y programas de televisión.
Actualmente ha tenido apariciones esporádicas en televisión, principalmente en series y unitarios.

## Filmografía

### Telenovelas
| Año  | Teleserie                      | Personaje               | Rol        | Canal    |
| ---- | ------------------------------ | ----------------------- | ---------- | -------- |
| 1985 | El prisionero de la medianoche | Fidel                   | Secundario | Canal 13 |
| 1988 | Vivir así                      | Santiago "Chago" Méndez | Secundario | Canal 13 |
| 1990 | Acércate más                   | Mariano                 | Secundario | Canal 13 |
| 2005 | Brujas                         | Jack Salinas            | Secundario | Canal 13 |

### Otras participaciones
| Año  | Teleserie           | Personaje          | Rol                               | Canal    |
| ---- | ------------------- | ------------------ | --------------------------------- | -------- |
| 1987 | La última cruz      |                    | Participación especial            | Canal 13 |
| 1990 | El milagro de vivir | Carlos Navarrete   | Participación especial/Antagónico | TVN      |
| 1993 | Jaque mate          | Juez               | Participación especial            | TVN      |
| 2000 | Santo ladrón        | Juez               | Participación especial            | TVN      |
| 2003 | Machos              | Washington Salcedo | Participación especial            | Canal 13 |
| 2007 | Vivir con 10        | Moisés Cabrera     | Participación especial            | CHV      |
| 2007 | Papi Ricky          | Ulises Bosco       | Participación especial            | Canal 13 |
| 2010 | Primera dama        | Rigoberto          | Participación especial            | Canal 13 |
| 2013 | Graduados           | Zalo               | Participación especial            | CHV      |
| 2014 | Las 2 Carolinas     | Julio Verdugo      | Participación especial            | CHV      |
| 2018 | Soltera otra vez    | Rubén              | Participación especial            | Canal 13 |

### Series y unitarios
| Año         | Serie                                                   | Personaje                        | Canal              |
| ----------- | ------------------------------------------------------- | -------------------------------- | ------------------ |
| 1988-1991   | De chincol a jote                                       | Varios personajes                | Canal 13           |
| 1993        | La patrulla del desierto                                | Ministro Alejandro Fierro        | Canal 13           |
| 1993        | Jaguar... ¿Yu?                                          | Adonis Catrileo Guerra / Alcalde | TVN                |
| 1997        | La Buhardilla                                           | Manuel "Manolo"                  | TVN                |
| 1998        | Las historias de Sussi ("Sussi, mi primer amor")        |                                  | TVN                |
| 1999        | Sucupira, la comedia ("Delantal Blanco, Corazón Negro") | Intendente Regional              | TVN                |
| 2000        | El día menos pensado ("Reflejo del Alma")               | Sr. Álvarez                      | TVN                |
| 2002-2004   | Mira tú                                                 | Ambrosio Ugalde de la Fuente     | TVN                |
| 2005        | Heredia & Asociados                                     | Solís                            | TVN                |
| 2007        | Dinastía Sa-Sá                                          | Jack Salinas                     | Canal 13           |
| 2008 y 2012 | Los 80                                                  | Padre Enrique                    | Canal 13           |
| 2011 y 2014 | Los archivos del cardenal                               | Cardenal Raúl Silva Henríquez    | TVN                |
| 2018        | Casa de Angelis                                         | Lisandro                         | TVN                |
| 2020        | El presidente                                           | Luis Chiriboga                   | Amazon Prime Video |